# 耶律朔古
耶律朔古（?—?），字彌骨頂，辽国（契丹）政治人物、軍人。横帳孟父的後裔。
耶律朔古幼年被耶律阿保機抚養，成人后，担任右皮室詳稳。从軍对渤海国征战，有战功。932年，辽太宗任命他为三河烏古部都詳稳。親近部民，部民安然，朔古任期很長。会同年間，任惕稳。946年，太宗攻打後晋石重貴，軍至滹沱河，相持一月後渡河，朔古、趙延寿据中渡橋，杜重威退却后他们追击，杜重威降。同年入開封城。947年，辽世宗即位，朔古奉太宗之丧归还上京。助皇太后述律平起兵，免官。

## 延伸阅读
[在维基数据编辑]
 《遼史·卷76》，出自脱脱《遼史》